# Gościęcino
Gościęcino (kaszb. Gòścëcëno lub Lãbòrsczé Gòścëcëno) – wieś kaszubska w Polsce położona w województwie pomorskim, w powiecie wejherowskim, w gminie Choczewo.
Wieś leży na obszarze Pobrzeża Kaszubskiego na zachodnim krańcu obszaru Lasów Lęborskich na trasie linii kolejowej Wejherowo-Choczewo-Lębork (obecnie zawieszonej), z przystankiem Gościęcino.
W latach 1975–1998 miejscowość administracyjnie należała do województwa gdańskiego.
We wsi jest parterowy dwór z II poł. XIX w., przebudowany w stylu modernistycznym, prowadzi do niego aleja pomnikowych klonów.

## Demografia
Współczesna struktura demograficzna wioski Gościęcino na podstawie danych z lat 1995–2009 według roczników GUS-u, z prezentacją danych z 2002 roku:
| WYSZCZEGÓLNIENIE | WYSZCZEGÓLNIENIE | WYSZCZEGÓLNIENIE | WYSZCZEGÓLNIENIE | WYSZCZEGÓLNIENIE | J. m.       | POPULACJA MIESZKAŃCÓW (w przedziałach wiekowych w 2002 roku) | POPULACJA MIESZKAŃCÓW (w przedziałach wiekowych w 2002 roku) | POPULACJA MIESZKAŃCÓW (w przedziałach wiekowych w 2002 roku) | POPULACJA MIESZKAŃCÓW (w przedziałach wiekowych w 2002 roku) | POPULACJA MIESZKAŃCÓW (w przedziałach wiekowych w 2002 roku) | POPULACJA MIESZKAŃCÓW (w przedziałach wiekowych w 2002 roku) | POPULACJA MIESZKAŃCÓW (w przedziałach wiekowych w 2002 roku) | POPULACJA MIESZKAŃCÓW (w przedziałach wiekowych w 2002 roku) | POPULACJA MIESZKAŃCÓW (w przedziałach wiekowych w 2002 roku) |             |
| WYSZCZEGÓLNIENIE | WYSZCZEGÓLNIENIE | WYSZCZEGÓLNIENIE | WYSZCZEGÓLNIENIE | WYSZCZEGÓLNIENIE | J. m.       | OGÓŁEM                                                       | 0-9                                                          | 10-19                                                        | 20-29                                                        | 30-39                                                        | 40-49                                                        | 50-59                                                        | 60-69                                                        | 70-79                                                        |             |
| ---------------- | ---------------- | ---------------- | ---------------- | ---------------- | ----------- | ------------------------------------------------------------ | ------------------------------------------------------------ | ------------------------------------------------------------ | ------------------------------------------------------------ | ------------------------------------------------------------ | ------------------------------------------------------------ | ------------------------------------------------------------ | ------------------------------------------------------------ | ------------------------------------------------------------ | ----------- |
| I.               | OGÓŁEM           | OGÓŁEM           | OGÓŁEM           | OGÓŁEM           | os.         | 54                                                           | 5                                                            | 14                                                           | 5                                                            | 10                                                           | 9                                                            | 8                                                            | 2                                                            | 1                                                            |             |
| I.               | —                | odsetek          | odsetek          | odsetek          | %           | 100                                                          | 9,3                                                          | 25,9                                                         | 9,3                                                          | 18,4                                                         | 16,7                                                         | 14,8                                                         | 3,7                                                          | 1,9                                                          |             |
| I.               | 1.               | WEDŁUG PŁCI      | WEDŁUG PŁCI      | WEDŁUG PŁCI      | WEDŁUG PŁCI | WEDŁUG PŁCI                                                  | WEDŁUG PŁCI                                                  | WEDŁUG PŁCI                                                  | WEDŁUG PŁCI                                                  | WEDŁUG PŁCI                                                  | WEDŁUG PŁCI                                                  | WEDŁUG PŁCI                                                  | WEDŁUG PŁCI                                                  | WEDŁUG PŁCI                                                  | WEDŁUG PŁCI |
| I.               | 1.               | A.               | Mężczyzn         | Mężczyzn         | os.         | 27                                                           | 4                                                            | 6                                                            | 1                                                            | 5                                                            | 5                                                            | 4                                                            | 1                                                            | 1                                                            |             |
| I.               | 1.               | A.               | —                | odsetek          | %           | 50                                                           | 7,4                                                          | 11,1                                                         | 1,9                                                          | 9,2                                                          | 9,3                                                          | 7,4                                                          | 1,8                                                          | 1,9                                                          |             |
| I.               | 1.               | B.               | Kobiet           | Kobiet           | os.         | 27                                                           | 1                                                            | 8                                                            | 4                                                            | 5                                                            | 4                                                            | 4                                                            | 1                                                            | —                                                            |             |
| I.               | 1.               | B.               | —                | odsetek          | %           | 50                                                           | 1,9                                                          | 14,8                                                         | 7,4                                                          | 9,2                                                          | 7,4                                                          | 7,4                                                          | 1,9                                                          | —                                                            |             |

| I. | OGÓŁEM | OGÓŁEM  | OGÓŁEM            | OGÓŁEM            | OGÓŁEM            | os.     | 54      | 27      | 27      |         |         |         |         |         |         |         |         |         |         |         |
| I. | —      | odsetek | odsetek           | odsetek           | odsetek           | %       | 100     | 50      | 50      |         |         |         |         |         |         |         |         |         |         |         |
| I. | 1.     | W WIEKU | W WIEKU           | W WIEKU           | W WIEKU           | W WIEKU | W WIEKU | W WIEKU | W WIEKU | W WIEKU | W WIEKU | W WIEKU | W WIEKU | W WIEKU | W WIEKU | W WIEKU | W WIEKU | W WIEKU | W WIEKU | W WIEKU |
| I. | 1.     | A.      | Przedprodukcyjnym | Przedprodukcyjnym | Przedprodukcyjnym | os.     | 18      | 10      | 8       |         |         |         |         |         |         |         |         |         |         |         |
| I. | 1.     | A.      | —                 | odsetek           | odsetek           | %       | 33,3    | 18,5    | 14,8    |         |         |         |         |         |         |         |         |         |         |         |
| I. | 1.     | B.      | Produkcyjnym      | Produkcyjnym      | Produkcyjnym      | os.     | 34      | 16      | 18      |         |         |         |         |         |         |         |         |         |         |         |
| I. | 1.     | B.      | —                 | odsetek           | odsetek           | %       | 62,9    | 29,6    | 33,3    |         |         |         |         |         |         |         |         |         |         |         |
| I. | 1.     | B.      | a.                | mobilnym          | mobilnym          | os.     | 22      | 9       | 13      |         |         |         |         |         |         |         |         |         |         |         |
| I. | 1.     | B.      | a.                | —                 | odsetek           | %       | 40,6    | 16,6    | 24      |         |         |         |         |         |         |         |         |         |         |         |
| I. | 1.     | B.      | b.                | niemobilnym       | niemobilnym       | os.     | 12      | 7       | 5       |         |         |         |         |         |         |         |         |         |         |         |
| I. | 1.     | B.      | b.                | —                 | odsetek           | %       | 22,3    | 13      | 9,3     |         |         |         |         |         |         |         |         |         |         |         |
| I. | 1.     | C.      | Poprodukcyjnym    | Poprodukcyjnym    | Poprodukcyjnym    | os.     | 2       | 1       | 1       |         |         |         |         |         |         |         |         |         |         |         |
| I. | 1.     | C.      | —                 | odsetek           | odsetek           | %       | 3,8     | 1,9     | 1,9     |         |         |         |         |         |         |         |         |         |         |         |

## Literatura
1. Bielec Jan (red.), Szwałek Stanisława: Wykaz urzędowych nazw miejscowości w Polsce. Ministerstwo Administracji, Gospodarki Terenowej i Ochrony Środowiska. T. I: A - J. Warszawa: GUS, 1980. Brak numerów stron w książce
2. Sitek Janusz: Nazwy geograficzne Rzeczypospolitej Polskiej. Ministerstwo Gospodarki Przestrzennej i Budownictwa, Główny Geodeta Kraju, Urząd Rady Ministrów, Komisja Ustalania Nazw Miejscowości i Obiektów Fizjograficznych. Warszawa: Państwowe Przedsiębiorstwo Wydawnictw Kartograficznych im. Eugeniusza Romera, 1991. ISBN 83-7000-071-1. Brak numerów stron w książce